# San Diego Padres
Los San Diego Padres (en español, Padres de San Diego) son un equipo profesional de béisbol de los Estados Unidos con sede en San Diego, California. Compiten en la División Oeste de la Liga Nacional (NL) de las Grandes Ligas de Béisbol (MLB) y juegan sus partidos como locales en el Petco Park, ubicado en el centro de la ciudad.
El equipo fue fundado en 1969 y en su palmarés figuran un total de dos banderínes de la NL y cinco títulos de división. A lo largo de su historia, los Padres solo acumulan catorce temporadas con balance positivo.

## Historia
Los Padres adoptaron su nombre de un equipo de la Liga de la Costa del Pacífico quién llegó a San Diego en 1936. Esta franquicia de Liga Menor ganó el título en 1937, teniendo como liderazgo al joven de 18 años, Ted Williams, el futuro miembro del Salón de la Fama, quien era originario de San Diego. El equipo es nombrado en español "Padres" o "Frailes" por fathers, refiriéndose a los franciscanos españoles quienes fundaron San Diego en 1769, además de las múltiples misiones que fueron fundadas en California, cuando pertenecía al virreinato español de la Nueva España, con la encomienda de evangelizar los nuevos territorios descubiertos por los exploradores.

### Los Padres en las Ligas Mayores
En 1969, los Padres se unieron a la Liga Mayor de Béisbol como uno de los cuatro nuevos equipos de expansión, junto a los Montreal Expos (ahora los Washington Nationals), los Kansas City Royals y los Seattle Pilots (ahora los Milwaukee Brewers). Su dueño original fue C. Arnholt Smith, un prominente hombre de negocios de San Diego y primer dueño de la Liga de la Costa del Pacífico. Los Padres originaron interés en los banqueros, los pescadores de atún, en el estado y en las vías aéreas. Después de la excitación inicial, los ejecutivos beisboleros por largo tiempo como Eddie Leishman y Buzzie Bavasi tenían ahora un nuevo campo de juego. Los Padres finalizaron en el último lugar en sus seis primeras temporadas de la Liga Nacional en la División del Oeste, perdiendo cien juegos o más en cuatro veces. Uno de los pocos brillos que tuvo el equipo en sus años iniciales fue el primera base y bateador Nat Colbert, obtenido mediante draft de expansión de los Houston Astros y que con los Padres fue el líder en home runs.
El equipo en forma gradual empezó a tener fortuna ganando cinco títulos divisionales del Oeste de la Liga Nacional y acudiendo a la Serie Mundial en dos ocasiones: 1984 y 1998 pero perdidas en ambas ocasiones. Los Padres tuvieron a su principal bateador durante los años 1980 y 90 en Tony Gwynn, quién ganó varios títulos de bateo. Se cambiaron a otro estadio: el Petco Park en 2004.

### Temporada 1984: Al fin el primer campeonato de la Liga Nacional y primera Serie Mundial
Tuvieron que pasar quince años para que al fin, los Padres fueran los campeones de la Liga Nacional. Fue su primer campeonato y había que disfrutarlo. Se verían las caras con los campeones de la Liga Americana: Detroit Tigers, en la Serie Mundial llamada "de la comida rápida", ya que el dueño de los Tigers Tom Monaghan, era el dueño de Domino's Pizza y la dueña de los Padres, Joan Kroc lo era de la cadena de ventas de hamburguesas McDonald's. Este equipo campeón de la Liga Nacional estaba formado por Tony Gwynn, Mark Thurmond, Andy Hawkins, Dave Dravecky, Ed Whitson, Kurt Bevacqua, Tim Lollar, Greg Booker, Greg Harris, Eric Show, Terry Kennedy, Steve Garvey, "Goose" (El Ganso) Gossage, Graig Nettles y dirigidos por Dick Williams.

### 1995-06: La era de Bruce Bochy
Los Padres contratan al exbeisbolista Bruce Bochy como mánager y estuvo con los Padres por doce temporadas, de 1995 al 2006. Bochy llevó a los Padres a la postemporada en 1998, 2005 y 2006. 
Catorce temporadas tuvieron que pasar para que los Padres de San Diego fueran campeones de la Liga Nacional, obteniendo su segundo título. Irían a la Serie Mundial a enfrentarse con el campeón de la Liga Americana: New York Yankees, un equipo ganador de 114 juegos en una temporada. El equipo campeón de San Diego estaba formado por Tony Gwynn, Kevin Brown, Donne Wall, Mark Langston, Andy Ashby, Brian Boehringer, Sterling Hicthcock, Trevor Hoffman, Greg Vaughn, Quilvio Veras.

### 2001–2003: Adiós a la Q
El 7 de octubre de 2001, en una ceremonia posterior al partido en el Qualcomm Stadium, Tony Gwynn se despidió emotivamente del equipo que había sido su único hogar en las Grandes Ligas. En el partido de ese día, Rickey Henderson, quien entretanto se había reincorporado a los Padres, conectó su hit número 3000 en las Grandes Ligas, un doble. Gwynn conectó su último hit en las Grandes Ligas, también un doble, en el partido anterior. 

### Andy Green como mánager de San Diego
El 29 de octubre de 2015, San Diego Padres contrataron al entrenador de la tercera base de Arizona Diamondbacks, Andy Green, como su nuevo timonel. Green se hace cargo de un equipo que tuvo un desempeño decepcionante y por debajo de lo esperado en 2015, a pesar de las transacciones que realizó la directiva de los frailes. Tuvieron marca de 74-88 y terminaron cuarto en la División Oeste de la Liga Nacional a 18 juegos de Los Angeles Dodgers. San Diego suma cinco campañas consecutivas con marca perdedora y no se clasificó a los playoffs los últimos nueve años. A ver si con este cambio los Padres logran mejorar en sus registros y llegar al playoff.

### Temporada 2019: Inicio de la reconstrucción
El 21 de febrero de 2019, los Padres firmaron a Manny Machado con un contrato récord de 10 años y $300 millones. El prospecto estrella Fernando Tatís Jr. también formó parte del roster del Día Inaugural del equipo después de los entrenamientos de primavera. Sin embargo, Machado y Tatis no pudieron evitar que San Diego terminará último en su división en 2019 con un récord de 70-92. Los Padres fueron uno de los cuatro equipos que nunca llegaron a la postemporada durante la década de 2010, los otros fueron los White Sox, los Mariners y los Marlins.

### 2020-presente: resurgimiento y temporadas decepcionantes
Jayce Tingler reemplazó a Green como mánager del equipo para la temporada 2020.  Del 17 al 20 de agosto, durante una serie de cuatro juegos contra los Rangers de Texas, los Padres se convirtieron en el primer equipo en la historia de la MLB en conectar un grand slam en cuatro juegos consecutivos. La temporada acortada por la pandemia, los Padres tuvieron un récord de 37-23 y se clasificaron para los playoffs por primera vez desde 2006. Ganaron la Serie de Comodines al mejor de tres contra los Cardenales de San Luis antes de ser barridos en la NLDS contra el eventual campeón de la Serie Mundial, Los Angeles Dodgers.
El 9 de abril de 2021, Joe Musgrove lanzó el primer juego sin hits en la historia de la franquicia contra los Rangers de Texas. Este juego también rompió la racha de los Padres de 8205 juegos sin lanzar uno, un récord de las Grandes Ligas. Los Padres comenzaron la temporada 2021 con la expectativa de competir por la Serie Mundial y se mantuvieron en la clasificación de playoffs en la clasificación de comodines desde abril hasta finales de agosto. Los Padres tuvieron dificultades en la recta final tras alcanzar su mejor marca de la temporada, 66-49, y terminaron con un récord de 13-34 el resto del camino. Los Padres fueron eliminados de la contienda por los playoffs el 25 de septiembre y terminaron la temporada 2021 con un récord de 79-83.
En 2022, a pesar de que Fernando Tatís Jr. se perdió toda la temporada debido a una lesión y una suspensión relacionada con el uso de sustancias prohibidas, los Padres ganaron 89 juegos para llegar a la postemporada. Esto fue impulsado por la adquisición a mitad de temporada del joven superestrella dominicano Juan Soto y el veterano Josh Bell de los Nacionales de Washington. Después de sorprender a los Mets de Nueva York (que venían con récord de 101 victorias en la serie regular), en la serie de comodines en tres juegos jugados en el Citi Field, los Padres se enfrentaron a los Dodgers, rivales de división, en la Serie Divisional de la Liga Nacional (NLDS) . Después de perder el primer juego en el Dodger Stadium, los Padres ganaron los siguientes tres juegos para asegurar su primera participación en la NLCS desde 1998. Los Padres fueron eliminados por los Filis de Filadelfia en cinco juegos en la Serie de Campeonato de la Liga Nacional.
En 2023 , los Padres entraron a la temporada con grandes expectativas. Durante la temporada baja de la MLB 2022-23, los Padres firmaron al preciado agente libre Xander Bogaerts con un contrato de 11 años por 280 millones de dólares. Además, los Padres anticiparon que su campocorto y jardinero derecho estrella, Fernando Tatis Jr. , regresaría al equipo el 20 de abril después de perderse toda la temporada 2022 debido a una lesión y una suspensión de 80 juegos.  Dado el desempeño de los Padres en 2022 y sus refuerzos para 2023, varios observadores, analistas y expertos predijeron que los Padres ganarían la división sobre los eternos favoritos Los Angeles Dodgers, que habían ganado la Liga Nacional Oeste en nueve de las diez temporadas anteriores.    Sin embargo, los Padres no cumplieron con las elevadas expectativas. Decepcionantemente, se mantuvieron cerca o por debajo de un porcentaje de victorias de .500 durante gran parte de la temporada, y a pesar de un sólido septiembre, los Padres no clasificaron a los playoffs. El 29 de septiembre, los Padres quedaron matemáticamente eliminados de la contienda por la postemporada tras la victoria de los Miami Marlins contra los Pittsburgh Pirates.
El 14 de noviembre, el presidente y propietario de los Padres, Peter Seidler, falleció a los 63 años. Eric Kutsenda es el actual propietario principal interino del club, a través de su puesto en la firma de capital privado de Seidler.
Los Padres abrieron su temporada 2024 en Seúl, Corea del Sur, contra los Dodgers de Los Ángeles. El 26 de julio, Dylan Cease, adquirido en canje fuera de temporada, lanzó el segundo juego sin hits en la historia de la franquicia, en una victoria por 3-0 contra los Nacionales de Washington en el Nationals Park.

## Estadio

### Antiguos terrenos de juego

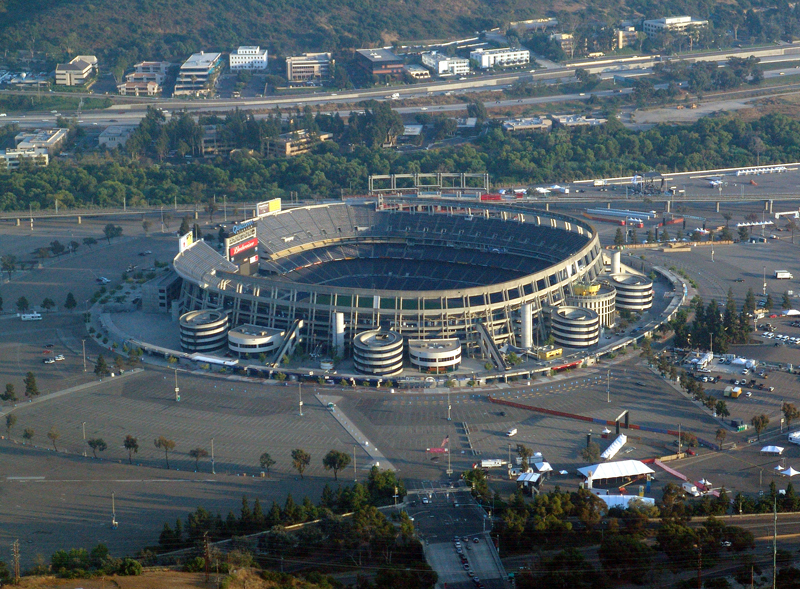
San Diego Stadium

- San Diego Stadium (1969-2003). Los Padres jugaron sus de 1969 a 2003 en el San Diego Stadium, siendo nombrado después "Jack Murphy Stadium" en honor de un reportero de deportes local el cual apoyo a la construcción del estadio, posteriormente fue nombrado "Qualcomm" por una empresa tecnológica que pagó los derechos del nombre. Este era un estadio multipropósito que compartieron los Padres con dos equipos de Fútbol Americano, los San Diego Chargers y los San Diego State Aztecs football.

### Petco Park

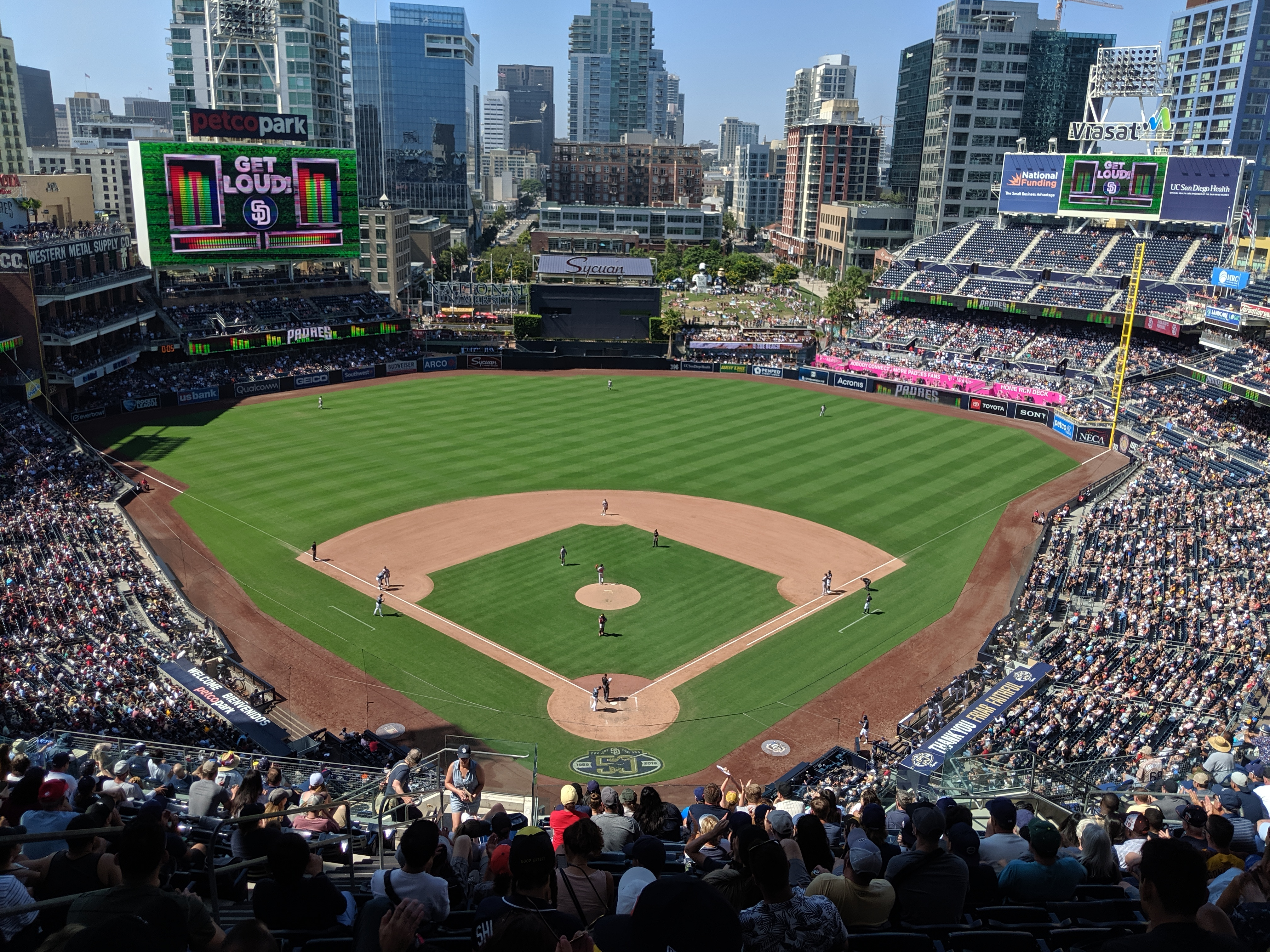
Los Padres juegan en el Petco Park desde 2004.

Los Padres tenían planeado moverse al East Village de San Diego en 2002, a uno estadio específico de béisbol, fruto de una colaboración público-privada. No obstante por motivos políticos y legales la construcción del nuevo estadio se retrasaría. No sería hasta el 2004 que los padres se movieron al nuevo estadio, llamado Petco Park, donde actualmente juegan.

## Logos y colores
A través de la historia del equipo, los Padres de San Diego han utilizado seis diferentes logos y cuatro diferentes combinaciones en sus colores. Los colores originales del equipo eran café y oro. Su primer logo era un bate haciendo un swing (bateo) con la palabra Padres escrita en el tope con una figura parecida a un sol, con San Diego Padres sobre el exterior de esto. El swing bateador ha sido colocado arriba del uniforme y desde entonces (es visto en la manga izquierda en el jersey alternativo naval) a través de la cabeza, ha sido twiteado del original en años recientes y es frecuentemente la mascota en el equipo.
En 1985, los Padres utilizaron letras script como logo en donde Padres fue escrito en forma curva y alargado. Esto llegaría más tarde como un logo para los Padres. Los colores del equipo fueron cambiados al café y naranja, permaneciendo en esta forma hasta la temporada de 1990.
En 1989, los Padres cambiaron el logo script de Padres el cual fue utilizado de 1985 a 1988 poniendo un anillo alrededor en donde se leía "San Diego Baseball Club" (Club de Béisbol San Diego) con el centro perforado. En 1991, el logo fue cambiado por un anillo plateado con letra script con el nombre de Padres, cambiando de color café al azul. Este logo solo duró un año, ya que los Padres cambiaron su logo por tercera vez en tres años, agregando colores brillantes al anillo. El logo era ahora un anillo blanco con pocas rayas en el centro y en color azul marino la palabra Padres en letra script con sombras naranjas. En 1991 los colores del equipo fueron también cambiados, la combinación de naranja con azul marino.
Para la temporada del 2001, los Padres quitaron las letras script de sus jerséis. utilizando un jersey blanco en casa con el nombre de Padres al frente en color azul marino. Estos jerséis fueron siendo alternados en diferentes ocasiones a través de la temporada del 2003. Los Padres cuidaron el esquema de color el cual conservaron por tres temporadas hasta el 2004, en donde se hicieron cambios.
El logo fue completamente cambiado cuando el equipo cambio de estadio entre las temporadas 2003 y 2004, siendo en logo similar al home plate con la palabra San Diego escrita en color arena y en la esquina superior derecha y el nuevo Padres en letras script escrito completamente a través del centro. Olas finales al plato. El color azul marino permaneció pero el color café arena fue reemplazado por el naranja como un color secundario. Los colores del equipo, también sufrieron cambios, al azul marino y café arena. El San Diego fue retirado de la esquina derecha del logo para la temporada del 2011 y el uniforme ha cambiado de color arena a gris.
Para la temporada del 2012, los Padres mostraron un nuevo logo, presentando en la gorra el logo de un círculo de color azul marino con la palabra "San Diego Padres Baseball Club" adornando el círculo por fuera. El logo del swing fue recoloreado con los colores azul marino y blanco. Otro logo secundario, presenta la palabra Padres en letra script cargando el logo del año previo debajo Pelco Park en color arena y abajo el año de la primera temporada (1969). La versión de azul y arena ha sido utilizado en los uniformes de casa, con la versión en azul y blanco que se utiliza como uniforme alternativo.
Para la temporada de 2020, los Padres cambian de colores, ahora son café y oro remplazando al azul marino y blanco. Los nuevos uniformes ahora tendrán rayitas. El uniforme blanco es usado para los juegos de local, el gris para los juegos de visitante y playera café y pantalones blancos en juegos selectos. Los Padres usaron esos colores en los primeros años de existencia.

## Roster
- Actualizado el 31 de marzo de 2024.[11]

## Reconocimiento y homenaje a los militares
Iniciando 1996, los Padres fueron el primer equipo nacional deportivo en tener un evento para el aprecio militar. Siguiendo al año 2000, los Padres tuvieron uniformes de camuflaje en honor a los militares. El jersey ha sido utilizado en diferentes versiones. Iniciados en el año 2008, los Padres utilizaron los jerséis de camuflaje por varios domingos en sus juegos en casa. Estos uniformes fueron utilizados en el Día de los Veteranos, Día de la Independencia y en el Día del Trabajo. Iniciando el 2011, los Padres tuvieron que cambiar el camuflaje diseñado para hacerlo más "digital" usando el diseño MARPAT previo permiso del Comandante Conway, siendo el uniforme de color verde con el logo en el jersey. El verde había sido reemplazado por el color arena olivo (también en la gorra con el jersey). Desde 1995 los militares marinos reclutados en los Cuerpos Militares, acuden frecuentemente en masa, en uniforme y acomodándose en las secciones de la cabecera del estadio. Cuando están presentes, el equipo los conmemora con un cuarto inning especial, iniciando con el Himno de la Marina. En abril del 2005 seiscientos militares marinos fueron huéspedes de los Padres. Esto forma parte de un extenso programa militar en donde también incluyen series de reconocimiento militar en los juegos nocturnos y se envían por correo a través de los barcos de la Marina de los Estados Unidos de la Flota del Pacífico para que vean el juego a bordo (Una gran parte de la Flota Naval del Pacífico han sido homenajeados cuando se encuentran en tierra en San Diego).
El la zona de San Diego hay numerosas instalaciones militares, entre las cuales se cuentan varias bases navales de la Marina y de los Guardacostas, 3que tiene su base en San Diego, así como los cuerpos militares y Miramar (primera sede del programa de entrenamiento conocido como "Top Gun"), así como el cuerpo de Marines que están en Camp Pendleton, California. Estas bases tienen empleados civiles, que constituyen alrededor del 5% de la población laboral de la zona.

## Mascota

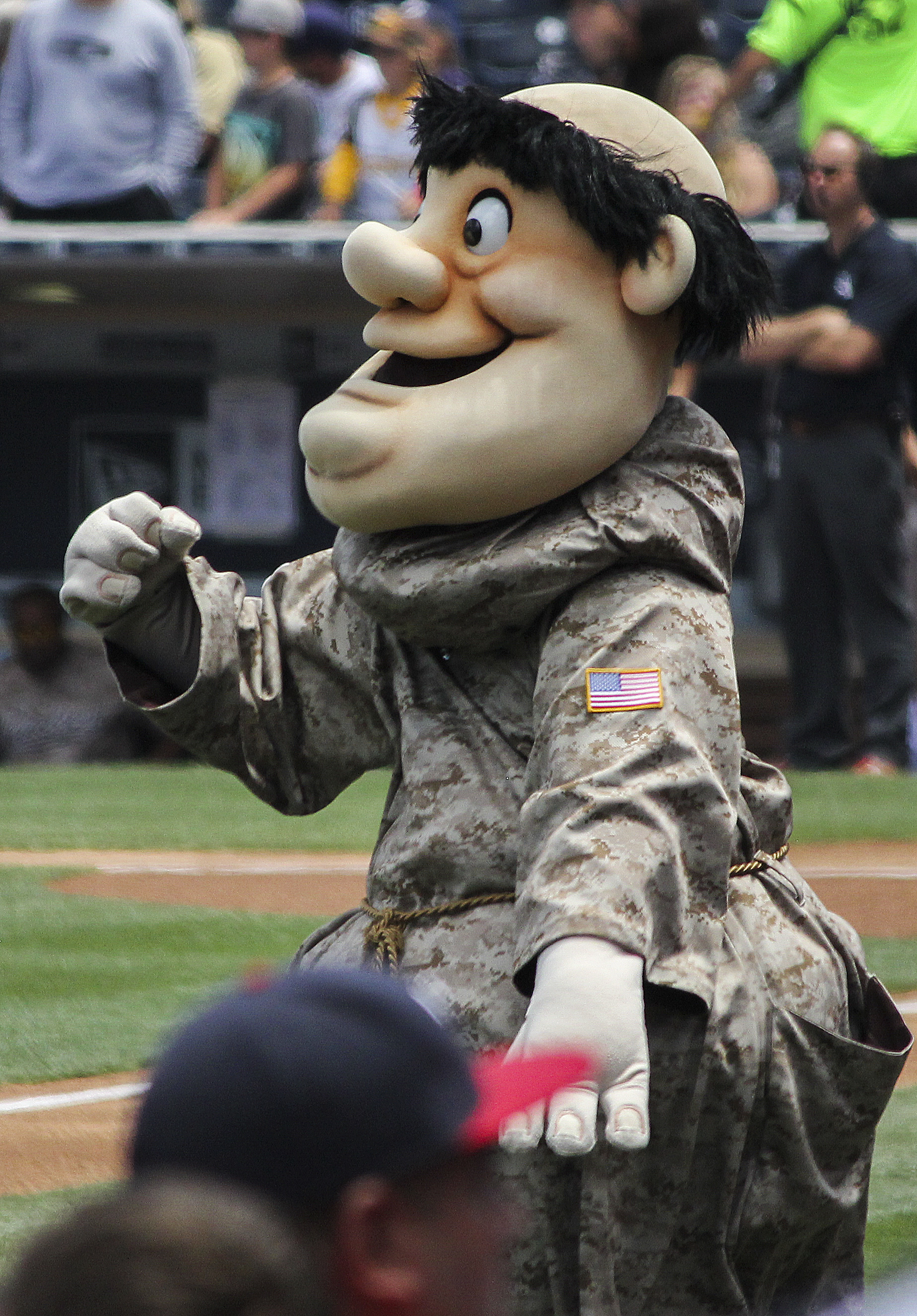
El "Fraile Abanicando".

El "Fraile Abanicando" es la mascota del equipo. Algunos en el pasado, lo confundían con el famoso Pollo de San Diego como la mascota de los Padres, pero este aparecía ocasionalmente en eventos deportivos en San Diego, pero nunca fue la mascota oficial y solo apoyó al equipo de San Diego.

## Jugadores

### Números retirados

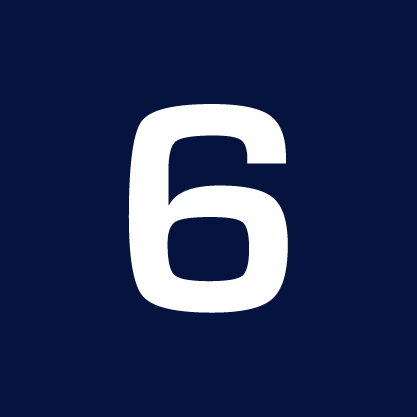
Steve Garvey (1B). Retirado el 16 de abril de 1988.
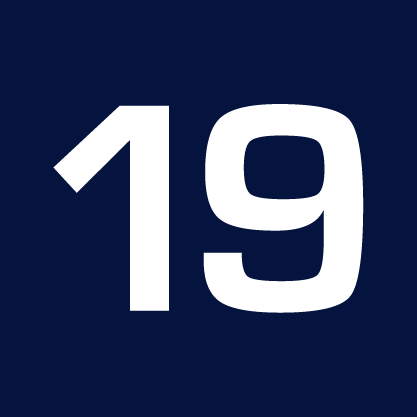
Tony Gwynn (RF). Retirado el 4 de septiembre de 2004.
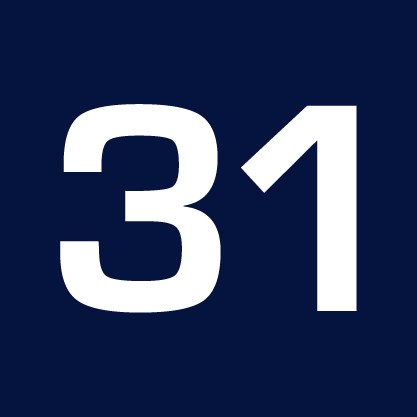
Dave Winfield (RF). Retirado el 14 de abril de 2001.
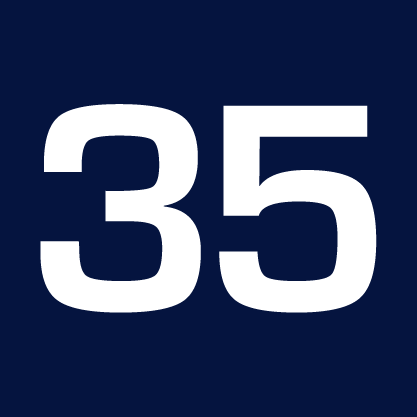
Randy Jones (P). Retirado el 9 de mayo de 1997.
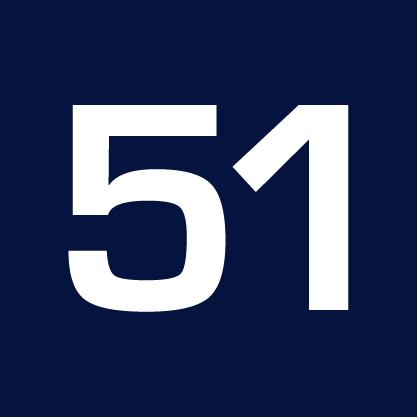
Trevor Hoffman (P). Retirado el 21 de agosto de 2011.
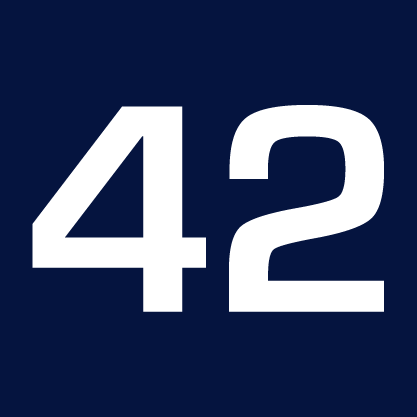
Jackie Robinson (2B). Retirado en toda la MLB el 15 de abril de 1997.

### Miembros del Salón de la Fama
Gwynn, Winfield, Fingers, Gossage, Randy Jones y Graig Nettles (3B, 1984-1987) son miembros del Salón de la Fama de San Diego, que está abierto a atletas nativos del área de San Diego (como Nettles), así como a aquellos que jugaron para equipos de San Diego (como Gwynn).
| Padres en el Salón de la Fama de San Diego |                 |                               |                     | |
| N.º                                        | Jugador         | Posición                      | Periodos            | Nota |
| —                                          | Buzzie Bavasi   | Presidente del equipo         | 1969–1977           | |
| 1                                          | Garry Templeton | SS                            | 1982–1991           | |
| 3                                          | Alan Trammell   | Entrenador                    | 2000–2002           | Elegido principalmente por su desempeño con los Detroit Tigers                                                                 |
| 4                                          | Bob Skinner     | Entrenador Gerente            | 1970–1973 1977      | Nacido en La Jolla |
| 7                                          | Tony Clark      | 1B                            | 2008                | Elegido principalmente por su desempeño con los Detroit Tigers                                                                 |
| 8, 10                                      | Dave Roberts    | Gerente de entrenadores de OF | 2005–2006 2011–2015 | Criado en San Diego |
| 9                                          | Graig Nettles   | 3B                            | 1984–1987           | Nació y creció en San Diego, asistió a San Diego State.                                                                        |
| 19                                         | Ted Williams    | LF                            | 1936–1937 (PCL)     | Elegido principalmente por su desempeño con los Boston Red Sox , nació y creció en San Diego.                                  |
| 19                                         | Tony Gwynn      | RF                            | 1982–2001           | Asistió a la Universidad Estatal de San Diego                                                                                  |
| 31                                         | Dave Winfield   | RF                            | 1973–1980           | |
| 33                                         | David Wells     | P                             | 2004, 2006–2007     | Elegido principalmente por sus actuaciones con los Toronto Blue Jays y los New York Yankees, creció en Ocean Beach, San Diego. |
| 34                                         | Rollie Fingers  | P                             | 1977–1980           | Elegido principalmente por su desempeño con los Oakland A's                                                                    |
| 35                                         | Randy Jones     | P                             | 1973–1980           | |
| 51                                         | Trevor Hoffman  | P                             | 1993–2008           | |
| 54                                         | Goose Gossage   | P                             | 1984–1987           | |

Gwynn, Winfield, Fingers, Gossage, Hoffman, Randy Jones y Graig Nettles, son también miembros del Salón de la Fama de los Campeones de San Diego, el cual se abrió para los atletas originarios del área de San Diego (como Nettles) o bien, jugaron con los equipos de San Diego (como Gwynn).

## Palmarés
- Banderines de la Liga Nacional (2): 1984, 1998.
- Subcampeón Serie Mundial (2): 1984, 1998.
- División  Oeste NL (5): 1984, 1996, 1998, 2005, 2006.